# Колесникова, Вера Владимировна
Ве́ра Влади́мировна Коле́сникова (род. 7 октября 1968, Семилукский район, Воронежская область) — советская гимнастка, в 1981—1989 годах член сборной команды СССР, победительница Игр доброй воли 1986 года, серебряный призёр Универсиады 1987 года в Загребе, чемпионка мира, Заслуженный мастер спорта России (2000). Бронзовый призёр чемпионата СССР 1986 года (брусья).

## Биография
Тренировалась под руководством Риммы Алексеевны Александровой.
Выпускница Воронежского государственного института физической культуры 1989 года. С 1991 года на тренерской работе. Работает тренером-преподавателем специализированной детско-юношеской спортивной школы олимпийского резерва имени Ю. Э. Штукмана. Судья международной категории (2000).

## Семья
Дочь — Виктория Комова, Заслуженный мастер спорта по спортивной гимнастике.